# Galáxia UGC 2885
A UGC 2885 (Uppsala General Catalogue 2885) é uma galáxia espiral com um brilho superficial relativamente baixo. A protuberância central é a característica mais proeminente desta galáxia, onde uma barra fraca cruza seu centro.
O UGC 2885 é classificada como uma galáxia de campo - uma classe de galáxias encontradas em seções remotas, subdensas e "vagas" do espaço, longe de outras galáxias importantes. A NASA relatou que a principal fonte teorizada de crescimento de disco para o UGC 2885 veio do acréscimo de gás hidrogênio intergalático, e não através do processo repetido de colisão galáctica, conforme se pensa que as galáxias maiorias crescem.
A falta de interação é evidente pela estrutura quase perfeita dos braços e discos em espiral, falta de caudas das marés e taxa modesta de formação de estrelas - aproximadamente 0,5 massa solar / ano.
Além disso, apesar de serem originalmente classificadas como uma galáxia espiral não barrada, as novas imagens do Hubble mostram claramente a presença de uma pequena barra cortando a estrutura do anel do núcleo. Isso é peculiar, pois se pensa que a maioria das barras se forma através de pequenas perturbações gravitacionais provocadas por satélite e galáxias vizinhas - algo que esta galáxia não possui. Essa galáxia exemplifica que as barras são capazes de se formar em espirais sem a influência de outra galáxia - isso indica que outras forças, como interações entre estrelas, gás e poeira, bem como a influência gravitacional da matéria escura, podem desempenhar um papel importante em sua galáxia. desenvolvimento.
Em 17 de janeiro de 2002, a explosão de uma supernova tipo II foi detectada como SN 2002F.